# Дулаг 154
Дулаг 154 — лагерь для военнопленных и концентрационный лагерь на территории Гатчины, существовавший во время Великой Отечественной войны в 1941—1944 годах.
Город Гатчина был захвачен немецкими войсками 13 сентября 1941 года. В этом же месяце в Гатчине были расквартированы зондеротряды и айнзацгруппа «А». Вскоре после этого Гатчина стала центром карательных органов, действующих в окрестностях города. На территории современного Гатчинского района было открыто несколько концентрационных лагерей, но «Дулаг-154» был центральным лагерем в районе, несколько других лагерей в Рождествено, Вырице, Торфяном были, в основном, перевалочными пунктами. На территории города существовало несколько филиалов концлагеря — на территории военного аэродрома, около Балтийского вокзала, на улицах Хохлова, Рощинской, в помещениях Красных казарм на территории нынешнего района Въезд, в полуразрушенных помещениях бывшей граммофонной фабрики.
В лагере существовало два отделения — «рабочее», из которого обычно отправляли на работу в Германию согласно генеральному плану «Ост», или на прифронтовые территории как рабочую силу, и «нерабочее» — в которое помещали потенциальных смертников.
Руководителем концлагеря был бригадефюрер СС и генерал-майор полиции Франц Шталекер, убитый 23 марта 1942 года при выходе из своей штаб-квартиры в городе неизвестным партизаном.
Лагерь предназначался для военнопленных, евреев, большевиков и подозрительных лиц, задержанных вспомогательной полицией. Также в город сгонялись жители из прифронтовой полосы — Красного Села, Павловска, Пушкина, Петергофа, Стрельны, Урицка и многих других населённых пунктов. Задержанных сначала приводили в комендатуру, а оттуда в лагерь. По данным документов Гатчинского краеведческого музея коммунисты, комсомольцы, партийные работники, советские активисты, журналисты, писатели и учёные разных национальностей — все проходили как «евреи», а члены подпольных организаций, издатели подпольных листовок и партизаны — как «враги рейха». Согласно документам, которые попали в руки советских органов власти, только по официальным данным в системе «Дулаг-154» было уничтожено (расстреляно, замучено, умерло от болезней, голода и холода) более 80 000 советских граждан, как гражданское население, так и военнопленные РККА. Персонал «Дулаг-154» отличался крайней жестокостью. Известны как минимум несколько случаев, когда узников обливали бензином и сжигали заживо. До сих пор не установлены все места захоронения погибших советских граждан. Есть версии, что несколько захоронений находятся на территории дворцового парка, а также в районе Хохлова поля. На месте центрального концлагеря на проспекте 25-го Октября ныне расположен торговый центр.